# 伊米·克诺贝尔
伊米·克诺贝尔（德語：Imi Knoebel，本名Klaus Wolf Knoebel，1940年12月31日—）是德国当代艺术家，以其在极简主义和抽象艺术领域的贡献而闻名。他的作品融合了绘画、雕塑和装置艺术，探索形式、颜色和空间之间的关系。

## 生平与教育
克诺贝尔出生于德国德绍。1962年至1964年，他在达姆施塔特应用艺术学校学习，课程受包豪斯理念影响，强调结构和构成的训练。期间，他结识了雷纳·吉泽（Rainer Giese），两人共同使用“Imi & Imi”的别名，意为“我与他”（Ich mit ihm）。
1964年，克诺贝尔与吉泽一同进入杜塞尔多夫艺术学院，师从约瑟夫·博伊斯（Joseph Beuys）。在学院期间，他们被分配到19号教室（Raum 19），这是克诺贝尔早期创作的重要场所。

## 艺术风格与作品
克诺贝尔的作品以非具象形式为主，强调颜色、形状和空间的相互作用。他的早期作品如《Raum 19》（1968年）使用未经处理的木板和几何形状，探索绘画和雕塑的基本元素。
1970年代中期，他开始在胶合板和金属板上使用颜色，创作出《Mennigebilder》（红铅画）系列，使用工业防锈漆“红铅”作为主要材料。
1988年，克诺贝尔创作了《Kinderstern》（儿童之星）系列作品，旨在支持儿童权益。该系列作品的全部收益用于资助有需要的儿童项目。

## 主要展览
- 1968年：IMI + IMI，查洛滕堡美术馆，哥本哈根。[4]
- 1971年：Sonsbeek 71，阿纳姆，荷兰。
- 1972年：documenta 5，卡塞尔，德国。
- 1977年：documenta 6，卡塞尔，德国。
- 1982年：documenta 7，卡塞尔，德国。
- 1987年：documenta 8，卡塞尔，德国。
- 1996年：Imi Knoebel: Works 1968–1996，慕尼黑艺术之家，德国；随后巡展至阿姆斯特丹市立博物馆，荷兰；瓦伦西亚现代艺术学院，西班牙。[5]
- 2009年：Imi Knoebel: Ich Nicht，汉堡火车站美术馆，柏林，德国。
- 2011年：Imi Knoebel: Selected Works，莱比锡美术馆，德国。
- 2015年：Imi Knoebel: Works 1966–2014，沃尔夫斯堡艺术博物馆，德国。[6]
- 2021年：Imi Knoebel，Dia Beacon美术馆，美国。[4]
- 2023年：Imi Knoebel: Once Upon a Time，White Cube画廊，伦敦，英国。[7]